# Kimi no Iru Machi
Kimi no Iru Machi viết tắt Kimimachi (Tiếng anh: A town where you live) là một bộ manga Nhật Bản của Seo Kouji, được đăng mỗi kì tại Weekly Shonen Magazine của Kodansha từ số 26 năm 2008 đến số 11 năm 2014.

## Tổng quát
Đây là bộ manga thứ 3 của Seo Kouji đã được đăng mỗi kì trên Weekly Shonen Magazine của Kodansha, tập cuối của "Kimi no Iru Machi" và tập đầu của tác phẩm kế tiếp "Fuuka" đã được đăng đồng thời trong số 11 năm 2014.
Truyện lấy bối cảnh tại thành phố Shobara tỉnh Hiroshima là quê hương của tác giả. Trong đó, nhiều nhân vật nói tiếng địa phương thay vì sử dụng phương ngữ Tokyo, khác với bộ "Suzuka" trong khi "nam chính từ Hiroshima chuyển đến  trường trung học tại Tokyo", thì ngược lại ở tác phẩm này "nữ chính từ Tokyo chuyển tới nhập học tại một trường trung học ở Hiroshima".

## Tóm tắt
Yuzuki chuyển từ Tokyo về một vùng quê hẻo lánh ở Hiroshima để chuẩn bị nhập học trung học.
Tuy nhiên, cô ấy sẽ đến sống trong nhà của Kirishima Haruto, người thậm chí không phải họ hàng.
Bất chấp việc Haruto không hài lòng khi họ sắp sống chung, Yuzuki vẫn tỏ ra hoà thuận ngay từ đầu.
Tại ngôi trường mà hai người sẽ bắt đầu theo học từ mùa xuân còn có Nanami, người Haruto đang yêu.

## Nhân vật

### Nhà Kirishima
Kirishima Haruto (桐島 青大)
Lồng tiếng bởi: Hosoya Yoshimasa (OAD TVA), Sakura Ayane (thời thơ ấu OAD kì 2), Matsuda Ryosuke (thời thơ ấu TVA), Sawashiro Miyuki (thời niên thiếu OAD kì 1) (tiếng Nhật),  Sơn Tùng M-TP (tiếng Việt)
Kirishima Aoi (桐島 葵)
Lồng tiếng bởi: Takahashi Chiaki
Mẹ của Haruto (tên tạm thời)
Lồng tiếng bởi: Daimon Maki
Bố của Haruto (tên tạm thời)
Bà của Haruto (tên tạm thời)
Kirishima Daiki (桐島 大希)

### Nhà Eba
Eba Yuzuki (枝葉柚希) / Kirishima Yuzuki (桐島 柚希)
Lồng tiếng bởi: Nakajima Megumi (OAD TVA), Matsuura Ayu (thời thơ ấu TVA) (tiếng Nhật), Hồ Ngọc Hà  (tiếng Việt)
Eba Rin (枝葉 懍)
Lồng tiếng bởi: Yuuki Aoi (OAD kì 1), Fujita Saki (OAD kì 2, TVA)
Eba Itsuki (枝葉 樹)
Bố của Yuzuki (tên tạm thời)
Mẹ của Yuzuki (tên tạm thời)
Mẹ chồng của Yuzuki (tên tạm thời)

### Nhân vật ở Shobara
Kanzaki Nanami (神咲 七海)
Lồng tiếng bởi: Hayami Saori (OAD), Takao Yuki (TVA)
Kaga Akari (加賀 月) / Kanzaki Akari (神咲 月)
Lồng tiếng bởi: Kouno Nana (OAD TVA), Inagaki Rinka (thời thơ ấu TVA)
Yura Takashi (由良 尊)
Lồng tiếng bởi: Masuda Toshiki (OAD TVA), Kawachi Hikaru (thời thơ ấu TVA), Yahagi Sayuri (thời thơ ấu OAD kì 2)
Kanzaki Narumi (神咲 成海)
Himuro Naoki (氷室 直紀)
Kikukawa Kotone (菊川 琴音)
Lồng tiếng bởi: Shishido Rumi

### Nhân vật ở Tokyo
Mishima Asuka (御島 明日香)
Lồng tiếng bởi: Sakura Ayane
Kazama Kyousuke (風間 恭輔)
Lồng tiếng bởi: Ono Daisuke (tiếng Nhật), Đàm Vĩnh Hưng   (tiếng Việt)
Nagoshi Mina (夏越 美奈)
Lồng tiếng bởi: Yahagi Sayuri
Amagi Shiho (天城 紫歩)
Nonomura Kenichi (野々村 賢一)
Koba Haruna (古葉 遥奈)
Lồng tiếng bởi: Mano Erina
Asakura Kiyomi (浅倉 清美) / Yura Kiyomi (由良 清美)
Lồng tiếng bởi: Endou Aya
Miyanaga Chisa (宮永 知沙)

### Sinh viên đại học
Amaya Shiori (天谷 栞)
Ichihara Kousei (市原 康生)
Lồng tiếng bởi: Sugiyama Noriaki
Hoshina Miyu (保科 美友)
Lồng tiếng bởi: Harada Hitomi
Mizumoto Seiya (水本 星矢)
Mizumoto Mana (水本 真菜)
Fujikawa Akihito (藤河 昭人)
Takanami Nao (高波 奈央)
Nagato Misa (長門 未沙)

### Heights Asahiyu
Akitsuki Yamato (秋月 大和)
Akitsuki Suzuka (秋月 涼風)
Lồng tiếng bởi: Mitsuhashi Kanako
Akitsuki Fuuka (秋月 風夏)
Lồng tiếng bởi: Oogame Asuka (OAD kì 1), Shimizu Ayaka (OAD kì 2)
Fujikawa Ayano (藤川 綾乃)
Fujikawa Miho (藤川 美穂)

### Khác
Adachi Misaki (安達 実咲)

#### Suzuka
Xem thêm nhân vật của Suzuka.
Sakurai Honoka (桜井 萌果)
Hattori Yasunobu (服部 安信)
Hashiba Miki (羽柴 美紀)
Amami Yui (天見 結衣)

## Thông tin
- Kimi no Iru Machi / Seo Kouji

Kodansha <Kodansha Comics> (ấn hiệu)
Tổng 27 tập

### Danh sách tập truyện
| - #1 桜の咲く頃 - #2 はいてない、マジ。 - #3 コンビニで待ってて - #4 好きになっちゃえば、いい。 | - #5 混浴は、冗談だけど。 - #6 突然、バタンチュー - #7:青大がいないと - #8 ふたりの関係 |

| - #9 大いなる誤解 - #10 宣戦布告 - #11 月の恋 - #12 デート決行 - #13 下校時間に | - #14 誰と２人きり？ - #15 勢いは止まらない - #16 逃げるのよくない。 - #17 正直な気持ち - #18 つき合うとかじゃなくて |

| - #19 君がいた町 - #20 姉ちゃんの歓迎会 - #21 メールのお返し - #22 ねくらなゆずきちゃん - #23 なつまつり | - #24 来てほしい - #25 ひとりぼっちで待ちぼうけ - #26 姉ちゃんの部屋で - #27 懍の素顔 - #28 冷笑と激昂 - 特別編 ヌシのいる池 |

| - #29 家族とは - #30 帰るね - #31 枝葉姉妹 - #32 それぞれの終業式 - #33 夏、海、２人っきり。 | - #34 懍、再臨。 - #35 応援します - #36 サプライズ×２ - #37 ヒミツにしたこと - #38 直接、言う。 |

| - #39 最後だから - #40 フラれた夜。 - #41 涙の夜が明け - #42 Bitter & Sweet - #43 鰻のいる町 | - #44 進路とか、いろいろ - #45 文化祭がやってくる - #46 枝葉さんのことが - #47 リンゴ農家を探せ - #48 史上最大の確認 |

| - #49 言えなかったこと - #50 誰がため - #51 久し振りの帰り道 - #52 菊川のメガネ | - #53 着火 - #54 炎上 - #55 後夜祭の誘い - #56 後夜祭 - 特別収録 七夕 |

| - #57 仮に‥‥ - #58 キレイな花 - #59青人くんとの‥ - #60 エンキョリ開始 - #61お節介なヤツら | - #62 修学旅行の行方 - #63 エビの尻尾 - #64 プロの味 - #65 まかないと、恋話。 - 番外編 懍のいる町 |

| - #66 修学旅行 - #67 神咲の彼氏や - #68 音信不通 - #69 ずるいよ‥。 - #70 別れの辛さ | - #71 七海ふたたび - #72 恋、焦がし - #73 懍のタレコミ - #74 しちゃった後。 - #75 置き手紙 |

| - #76 追っかけて - #77 衝突 - #78 忘れ物 - #78.5 特別回想編 ウチがきた町 - #79 さよならの前に | - #80 恋の予感 - #81 変な言葉 - #82 おせっかい - #83 田舎モンの食卓 - #84 捨てられぬ夢 |

| - #85 1枚の望み - #86 出たー！ - #87 夢にまで見た - #88 気持ちいいこと - #89あいさつ | - #90 もしかしたら、まだ - #91 私にしてくれたみたいに - #92 オレの本心 - #93 おいしい卵焼き - #94 ビーフストロガノフの罠 |

| - #95 想えばこそ - #96 怒りの源泉 - #97 桃缶作戦！ - #98 ハンデなしで - #99 お前に任せる | - #100 ねがい - #101 一番高い場所で - #102 焦がしたのは - #103 広島の雪 - #104 絶対に勝てない |

| - #105 やり残したこと - #106 あとは前に進むだけ - #107 今度は絶対 - #108 キスとかするモンだろ - #109 報告 | - #110 キャンパスライフ - #111 新歓コンパ - #112 お礼はカラダで - #113 作者取材のため - #114 いま何考えてる？ |

| - #115 尋問＠カフェ天見 - #116 変なデート - #117 ‥‥ね？ - #118 彼女おるし！ - #119 再会の夜に | - #120 思ってるよりも - #121 Destinyで、すれ違い。 - #122 爆弾娘ふたたび - #123 怒られて - #124 挑戦状 |

| - #125 デートするか。 - #126 最高の笑顔 - #127 ふたつのストラップ - #128 ノートのゆくえ - #129 夏休みの予定 | - #130 前に進め - #131 一歩ずつ - #132 柚希のこと - #133 元カレよりも。 - #134 話の続き |

| - #135 残された2人 - #136 4度目は - #137 大好きです - #138 ウソつき - #139 選択肢 | - #140「告白」 - #141 それぞれの決意 - #142 助言 - #143 彼女として - #144 はじめの一歩 |

| - #145 プリクラ - #146 門出の日 - #147 恋の歌 - #148 お隣さんは!? - #149 水着サプライズ | - #150 プール・デート - #151 プール再び!? - #152 誤解の行方 - #153 転勤!? - #154 引っ越しお手伝い |

| - #155 深夜の鑑賞会 - #156 来訪者は!? - #157 父の真意!? - #158 名古屋にて。 - #159 宣戦布告な晩餐会 | - #160 決断 - #161 初めての夜 - #162「同棲」 - #163 父の過去 - #164 手紙 |

| - #165 びっくりプレゼント - #166 思わぬ再会。 - #167 勢揃い！ - #168 パンツ事件!? - #169 墓参りへ | - #170 風間へ - #171 トリック・オア・トリート - #172 出発前日 - #173 七海の激白 - #174 氷花 - 特別番外編『涼風』 帰郷 |

| - #175 すっごく甘いモノ・ - #176 ソーロー!? - #177 小さな恋敵!? - #178 公認浮気!? - #179 望郷 | - #180 サークル - #181 キャンプ - #182 大失敗 - #183 一歩ずつ進もう - #184 初幹事 |

| - #185 お花見 - #186 帰るけェ - #187 サヨナラ - #188 さあ、いこう！ - #189 行動あるのみ！ | - #190 相変わらずで？ - #191 1人じゃない！ - #192 何なのよ！ - #193 触んないで！ - #194 ここだけだよ！ |

| - #195 ゴーヤナイト☆ - #196 私、帰ります。 - #197 また、明日 - #198 男なりの事情 - #199 リベンジ | - #200 好きの向こう側 - #201 リスタート - #202 居場所 - #203 一生ゲーム - 番外編1 オトナのオモチャ・ - 番外編2 ズル剥け!? |

| - #204 再会・ - #205 バチバチ - #206 告白の返事 - #207 本性発覚！ - #208 片想いの行方 | - #209 一途か!? - #210 夢追い人？ - #211 最高の一瞬 - #212 今年もよろしく♪ - #213 初リーダー!? |

| - #214 お兄さん!! - #215 運転上手!? - #216 リーダーシップ - #217 混浴!? - #218 思い出の更新 | - #219 月の真意 - #220 おもんない！ - #221 泣くもんか！ - #222 決意の刻 - 番外編 懍の日常 |

| - #223 THE ドタバタ - #224 大前提は‥!? - #225 予行練習！ - #226 延長戦!? - #227 猫は悪くない！ | - #228 ヤドカリ - #229 サヨーナラ!? - #230 ライバル再び - #231 ブーブー - #232 夢中になれるコト |

| - #233 声のヒミツ - #234 マンネリ!? - #235 東京決意 - #236 ケンカの理由 - #237 合同会社説明会 | - #238 何が何でも！ - #239 ウソばっかり - #240 スイッチ - #241 期待の重み - #242 笑顔！ - 番外編 トリック・オア・トリート！ |

| - #243 初登場！ - #244 前進！ - #245 ずっとずっと - #236 2人の距離 - #247 3年半の | - #248 良い商品 - #249 目標？ - #250 好きの理由 - #251 好きの理由!! - #252 遠距離恋愛 |

| - #253 秘訣！ - #254 決断時期 - #255 どうする!? - #256 答え - #257 仕事 | - #258 のこった!! - #259 一人前？ - #260 花びら 桜 - #261 桜の咲く頃 |

### Khác
| # | Ngày phát hành Tiếng Nhật | ISBN Tiếng Nhật   |
| - | ------------------------- | ----------------- |
| * | 16 tháng 08, 2013         | 978-4-06-376882-4 |
| * | 17 tháng 10, 2018         | 978-4-06-513073-5 |

### Phiên bản sách siêu kết hợp
| # | Ngày phát hành Tiếng Nhật | ISBN Tiếng Nhật |
| - | ------------------------- | --------------- |
| 1 | [ 35 ]                    | —               |
| 2 | [ 36 ]                    | —               |
| 3 | [ 37 ]                    | —               |
| 4 | [ 38 ]                    | —               |
| 5 | [ 39 ]                    | —               |
| 6 | [ 40 ]                    | —               |

## OAD
Phiên bản giới hạn đính kèm DVD, tập 17 phát hành 16 tháng 3, 2012 và tập 18 phát hành 15 tháng 6, 2012, đây là một sản phẩm được hợp tác sản xuất với thành phố Shobara thuộc tỉnh Hiroshima, quê hương tác giả.
Phiên bản giới hạn đính kèm DVD, tập 26 phát hành 17 tháng 1, 2014 và tập 27 phát hành 17 tháng 3, 2014, kì hai được sản xuất sau khi kết thúc phát sóng anime truyền hình.

### Nhân viên
Kì 1
- Nguyên tác: Seo Kouji
- Tổng đạo diễn: Yoshiura Yasuhiro
- Đạo diễn: Kobayashi Hiroshi
- Kịch bản: Murakami Momoko
- Thiết kế nhân vật: Chayama Ryusuke
- Tổng đạo diễn sản xuất hoạt hình: Takada Akira
- Thiết kế màu sắc: Kimura Satoko
- Âm nhạc: Kamimura Saki
- Studio: Tatsunoko Production
- Uỷ ban sản xuất Kodansha

Kì 2
- Nguyên tác: Seo Kouji
- Đạo diễn: Yamauchi Shigeyasu
- Kịch bản: Yoshida Reiko
- Thiết kế nhân vật: Nishii Terumi
- Âm nhạc: Oku Keiichi
- Studio: GONZO
- Uỷ ban sản xuất OAD Kimi no Iru Machi

### Bài hát chủ đề
Kì 1
Chủ đề kết thúc
「黄昏交差点」
"Tasogare Kousaten (黄昏交差点)"
Trình bày: Koba Haruna (CV:真野恵里菜)
Lời, nhạc: Shindou Atsushi
Biên soạn nhạc: Shindou Atsushi, Harada Katsuyuki
Kì 2
Chủ đề mở đầu
みみめめMIMI「センチメンタルラブ」(AstroVoice) (tập 1)
"Sentimental Love (センチメンタルラブ)"
Trình bày: MimimemeMIMI (みみめめMIMI)
Lời, nhạc: Yuka
 Biên soạn nhạc: Yuasa Atsushi
Chủ đề kết thúc
「ここにいるよ」(tập 1)
"Koko ni Iru yo (ここにいるよ)"
Trình bày: Kaga Akari (CV:高野菜々)
Lời: Oomori Yuuka
Nhạc, biên soạn nhạc: Kawai Eiji
「虹色カレンダー」(tập 2)
"Nijiiro Calendar (虹色カレンダー)"
Trình bày: Eba Yuzuki (CV:中島愛)
Lời, nhạc, biên soạn nhạc: Kawai Eiji

### Danh sách tập
| Số tập | Tiêu đề      | Kịch bản        | Phân cảnh          | Dàn dựng           | Đạo diễn sản xuất hoạt hình                                | Tập  | Ngày phát sóng   |
| Kì 1   | Kì 1         | Kì 1            | Kì 1               | Kì 1               | Kì 1                                                       | Kì 1 | Kì 1             |
| ------ | ------------ | --------------- | ------------------ | ------------------ | ---------------------------------------------------------- | ---- | ---------------- |
| 1      | 黄昏交差点1  | Murakami Momoko | Kobayashi Hiroshi  | Uemura Yutaka      | Nakatani Yukiko                                            | 17   | 16 tháng 3, 2012 |
| 2      | 黄昏交差点2  | Murakami Momoko | Suzuki Kiyotaka    | Kobayashi Hiroshi  | Haneda Kouji                                               | 18   | 15 tháng 6, 2012 |
| Kì 2   |              |                 |                    |                    |                                                            |      |                  |
| 1      | ウチがきた町 | Yoshida Reiko   | Yamauchi Shigeyasu | Yamauchi Shigeyasu | Nishii Terumi, Hayama Junichi, Sonobe Aiko, Morishita Yuki | 26   | 17 tháng 1, 2014 |
| 2      | 約束の場所で | Yoshida Reiko   | Yamauchi Shigeyasu | Yamauchi Shigeyasu | Nishii Terumi, Hayama Junichi, Sonobe Aiko, Morishita Yuki | 27   | 17 tháng 3, 2014 |

## TV Anime
Phát sóng trên TX Network, Hiroshima Home TV tại Nhật Bản từ tháng 7, 2013 đến tháng 9, 2013. Bản gốc đã sửa đổi bố cục (trình tự thời gian) và cắt một phần nội dung, để tóm tắt nó trong 1 cour.

### Nhân viên
- Nguyên tác: Seo Kouji
- Đạo diễn: Yamauchi Shigeyasu
- Kịch bản: Yoshida Reiko
- Thiết kế nhân vật: Nishii Terumi
- Âm nhạc: Oku Keiichi
- Studio: GONZO
- Uỷ ban sản xuất "Kimi no Iru Machi" (TV Tokyo, DENTSU, GONZO)

### Bài hát chủ đề
Chủ đề mở đầu
みみめめMIMI「センチメンタルラブ」(AstroVoice)
"Sentimental Love (センチメンタルラブ)"
Trình bày: MimimemeMIMI (みみめめMIMI)
Lời, nhạc: Yuka
Biên soạn nhạc: Yuasa Atsushi
Chủ đề kết thúc
「君のいる町」(tập 1 - 6)
"Kimi no Iru Machi (君のいる町)"
Trình bày: Kirishima Haruto (CV:細谷佳正)
Lời: Yamada Hiroshi
Nhạc, biên soạn nhạc: Oota Michihiko
「Dear friend」(tập 7 - 11)
Trình bày: Kazama Kyousuke (CV:小野大輔)
Lời: Yamada Hiroshi
Nhạc, biên soạn nhạc: Kawai Eiji
「君のいる町〜Answer Songs ver.〜」 (tập 12)
"Kimi no Iru Machi 〜Answer Songs ver.〜 (君のいる町〜Answer Songs ver.〜)"
Trình bày: Kirishima Haruto (CV:細谷佳正)
Lời: Yamada Hiroshi
Nhạc, biên soạn nhạc: Oota Michihiko

### Nhạc phim
「閃光ハナビ」(tập 8 - 9)
"Senkou Hanabi (閃光ハナビ)"
Trình bày: Eba Yuzuki (CV:中島愛), Kanzaki Nanami (CV:佐倉綾音), Mishima Asuka (CV:タカオユキ)
Lời, nhạc: Yuka
Biên soạn nhạc: Yuasa Atsushi
みみめめMIMI「Mr.Darling」(tập 8 - 9)
Trình bày: MimimemeMIMI (みみめめMIMI)
Lời, nhạc: Yuka
Biên soạn nhạc: Yuasa Atsushi
「Another Letter」(tập 11)
Trình bày: Eba Yuzuki (CV:中島愛)
Lời, nhạc, biên soạn nhạc: rino
みみめめMIMI「Am I Ready?」(tập 12)
Trình bày: MimimemeMIMI (みみめめMIMI)
Lời, nhạc: Yuka
Biên soạn nhạc: Takato Daiju

### Danh sách tập phim
Dựa theo thời gian phát sóng sớm nhất tại TV Tokyo ở Nhật Bản, lấy 13 tháng 7, 2013 để làm ngày phát sóng gốc.
| Số tập | Tiêu đề            | Kịch bản        | Phân cảnh          | Dàn dựng                       | Đạo diễn sản xuất hoạt hình                                     | Ngày phát sóng   |
| ------ | ------------------ | --------------- | ------------------ | ------------------------------ | --------------------------------------------------------------- | ---------------- |
| 1      | 追いかけて         | Yoshida Reiko   | Yamauchi Shigeyasu | Yamauchi Shigeyasu             | Ichikawa Keiichi, Niitsuma Rui, Kumada Akiko                    | 13 tháng 7, 2013 |
| 2      | 桜の咲く頃         | Yoshida Reiko   | Yamauchi Shigeyasu | Yamauchi Shigeyasu             | Kojima Akira, Sano Yoko                                         | 20 tháng 7, 2013 |
| 3      | 突然、バタンチュー | Yoshida Reiko   | Kimura Nobukage    | Kimura Nobukage                | Takeda Yoshihiro                                                | 27 tháng 7, 2013 |
| 4      | あいさつ           | Kunisawa Mariko | Uganzaki Kai       | Uganzaki Kai                   | Oota Kazuhiro                                                   | 3 tháng 8, 2013  |
| 5      | 宣戦布告。         | Kunii Kei       | Kuraya Ryoichi     | Kuraya Ryoichi                 | Takase Gen, Yokota Kazuhiko                                     | 10 tháng 8, 2013 |
| 6      | オレの本心。       | Yoshida Reiko   | Yamauchi Shigeyasu | Fujise Junichi                 | Ichikawa Keiichi, Nagata Eri                                    | 17 tháng 8, 2013 |
| 7      | ねがい。           | Kunisawa Mariko | Asakura Tatsuya    | Suzuki Kaoru                   | Hayashi Asuka, Abe Kanako                                       | 24 tháng 8, 2013 |
| 8      | 再会の夜に         | Kunii Kei       | Kimura Nobukage    | Nishita Hajime, Kawakubo Keiji | Kojima Akira, Takeda Yoshihiro                                  | 31 tháng 8, 2013 |
| 9      | デートするか。     | Yoshida Reiko   | Yamakawa Shizune   | Kuraya Ryoichi                 | Ochi Hiroyuki, Takase Gen, Yamashita Toshinari, Yokota Kazuhiko | 7 tháng 9, 2013  |
| 10     | キレイな花         | Kunisawa Mariko | Uganzaki Kai       | Geshi Yasuhiro                 | MK, Isono Satoshi                                               | 14 tháng 9, 2013 |
| 11     | 告白。             | Kunii Kei       | Kimura Nobukage    | Kimura Nobukage                | Takeda Yoshihiro, Hayashi Asuka, Abe Kanako                     | 21 tháng 9, 2013 |
| 12     | 君のいる町         | Yoshida Reiko   | Yamauchi Shigeyasu | Yamauchi Shigeyasu             | Hayama Junichi                                                  | 28 tháng 9, 2013 |